# 世界名作童話 白鳥の王子
『世界名作童話 白鳥の王子』（せかいめいさくどうわ はくちょうのおうじ 英文：The Wild Swan）は、1977年3月19日公開の『東映まんがまつり』内で上映された、東映動画製作の劇場用アニメ映画。カラー。62分。

## 概要
『白鳥の王子』としても知られる、ハンス・クリスチャン・アンデルセンの『野の白鳥』を原作とするアニメ作品。また、初めて『世界名作童話』という冠が付いた東映アニメ映画でもある。
テレビシリーズの名作物に押されがちな東映動画のイメージを払拭するべく、スタッフが取り組んだ力作ではあり、脚本には当時仲代達矢夫人だった女優・宮崎恭子を「隆巴」名義で起用するなどの意欲作ではあったが、企画準備期間の短さなどが災いし、特徴の少ない凡庸な作品となった。
演出は西沢信孝が担当。西沢は1974年7月25日公開の『マジンガーZ対暗黒大将軍』（上映時間43分）に次ぐアニメ映画担当で、「名作物」・「1時間超え作品」は初となる。
主人公エリザ役には増山江威子を起用。増山は、『魔法使いチャッピー』や『キューティーハニー』といった東映動画TVシリーズでの主演経験はあるが、劇場用作品の主演はこれが唯一である。また脚本担当の宮崎も出演している。

## 声の出演
- エリザ：増山江威子
- グレタ：岩崎加根子
- 涙：宮崎恭子
- ヒルデブランド王：近藤洋介
- 魔女：杉山とく子
- フリードリッヒ王：望月太郎
- 裁判官A：可知靖之
- 裁判官B：小林尚臣
- 六人の王子たち：小宮山清、つかせのりこ、神谷明、古谷徹
- その他：後藤みどり、神崎教子、俳優座、青二プロダクション[2]
- 予告編ナレーター：坪井章子

## スタッフ
- 原作：ハンス・クリスチャン・アンデルセン（『野の白鳥』）
- 製作：今田智憲
- 企画：有賀健、籏野義文[注 1]
- 製作担当：白根徳重
- 脚本：隆巴
- 演出：西沢信孝
- レイアウト・場所設定：角田紘一
- 作画監督：阿部隆
- 美術監督：千葉秀雄
- 音楽：小森昭宏[2]
- 原画：角田紘一、木野達児、金山通弘、的場茂夫、森英樹、広田全、荒木伸吾、菊地貞雄、小泉謙三、木下勇喜、富永貞義、朝戸澄子
- 動画：小川明弘、小林敏明、坂野隆雄、服部照夫、石山毬緒、金山圭子、薄田嘉信、田村晴夫、草間真之介、高野登、山田みよ、平川やすし、沼寿美子、上梨壱也
- トレース：坂野園江、谷口恭子、奥西紀美代
- 彩色：古屋純子、佐藤道代、土田久美子、後藤美津子
- ゼログラフ：富永勤、戸塚友子
- 特殊効果：平尾千秋、佐藤章二
- 仕上検査：小椋正豊、坂本陽子
- 背景：遠藤重義、海老沢一男、松本健治、田中資幸、野崎俊郎
- 記録：大橋千加子
- 仕上進行：平賀豊彦
- 美術進行：阿久津文雄
- 演出助手：遠藤勇二
- 製作進行：佐々木章
- 撮影：細田民男、平尾三喜
- 編集：井関保雄
- 録音：二宮健治
- 音響効果：伊藤道広
- 録音スタジオ：タバック
- 現像：東映化学

## 主題歌・挿入歌
主題歌「白鳥の王子」
- 作詞：隆巴／作編曲：小森昭宏／歌：増山江威子、ザ・チャープス

挿入歌「なみだとねんね」
- 作詞：隆巴／作編曲：小森昭宏／歌：大杉久美子、ザ・チャープス

## 推薦
- 文部省特選
- 東京都知事推奨
- 優秀映画鑑賞会推薦
- 厚生省中央児童福祉審議会推薦
- 日本PTA全国協議会推薦
- 全日本教育父母会議推薦
- 日本児童文芸家協会推薦
- 映倫青少年映画審議会推薦
- 東京都地域婦人団体連盟推薦[1]

## 映像ソフト
- 東映ビデオからビデオソフト（VHS）が発売されたが絶版。現在、LD・DVDで発売されていない（単独・『復刻!東映まんがまつり』版問わず）。

## 同時上映
| タイトル                     | 原作       | （声の）出演                                               | 備考       |
| ---------------------------- | ---------- | ---------------------------------------------------------- | ---------- |
| 超電磁ロボ コン・バトラーV   | 八手三郎   | 三ツ矢雄二、山田俊司、たてかべ和也、上田みゆき、千々松幸子 |            |
| 一休さん ちえくらべ          | （なし）   | 藤田淑子、宮内幸平、桂玲子、山田俊司                       |            |
| ドカベン                     | 水島新司   | 田中秀幸、松島みのり、玄田哲章、肝付兼太                   |            |
| 大鉄人17                     | 石森章太郎 | 神谷政浩、中丸忠雄、竹井みどり、原口剛、大月ウルフ         | [ 注 2 ]   |
| ジャイアンツのこども野球教室 | （なし）   | 読売ジャイアンツ選手                                       | 劇場用新作 |

1973年春興行以来上映していた『マジンガーシリーズ』が遂になくなり、また1975年夏興行以来上映していた『秘密戦隊ゴレンジャー』もなくなった。その一方で、『長浜ロマンロボシリーズ』初作品である『コンV』が上映、また『東映まんがまつり』では初のスポーツ映画『こども野球教室』が上映されている。